# Dasypsyllus gallinulae
Espèce
Dasypsyllus gallinulae est une espèce de puces de la famille des Ceratophyllidae. Originaire à l'origine d'Amérique du Sud, elle est aujourd'hui répandue dans le monde entier. On la trouve notamment dans les nids d'oiseaux, et elle compte notamment parmi ses hôtes la Gallinule poule-d'eau, la Bécasse des bois, les Tetraoninae, le Rouge-gorge familier, le Roitelet huppé, la Mésange boréale et le Grimpereau des bois.

## Liste des sous-espèces
Selon Catalogue of Life (27 mars 2019) :
- Dasypsyllus gallinulae gallinulae (Dale, 1878)
- Dasypsyllus gallinulae klossi (Rothschild, 1919)
- Dasypsyllus gallinulae perpinnatus Baker, 1904